# Claudia Lössl (Autorin)
Claudia Lössl (* 14. April 1975 als Claudia Häusler in Düsseldorf; † 5. Dezember 2015 in Kirchehrenbach) war eine deutsche Fantasyautorin. Sie veröffentlichte unter den Pseudonymen Aileen P. Roberts und C. S. West.

## Leben
Claudia Lössl studierte nach einer abgebrochenen Banklehre Sozialpädagogik. Mit 19 Jahren reiste sie zum ersten Mal nach Schottland, entdeckte dort ihre „keltische Seele“ und kaufte sich dort mit ihrem Mann Stephan im Frühjahr 2012 ein Cottage. Außer in ihrem Beruf arbeitete sie als Schriftstellerin, Reitlehrerin und Reitpädagogin. Neben ihren Fantasyromanen verfasste sie Jugendromane, historische Romane, Kurzgeschichten und Novellen.
2009 gelang ihr der Durchbruch als Fantasyautorin mit ihrem Zweiteiler Thondras Kinder, erschienen im Goldmann Verlag. Ihr historischer Fantasyroman Der Feenturm belegte beim Deutschen Phantastikpreis 2013 den 2. Platz.
Claudia Lössl starb am 5. Dezember 2015 im Alter von 40 Jahren.

## Werke
- 2006: Rhiann – Nebel über den Highlands. Jugendroman, Cuillin, Kirchehrenbach, ISBN 978-3-9810966-0-6.
- 2006: Rhiann – Sturm über den Highlands. Cuillin, Kirchehrenbach, ISBN 978-3-9810966-1-3.
- 2007: Rhiann – Verschlungene Pfade. Cuillin, Kirchehrenbach, ISBN 978-3-9810966-4-4.

- 2007: Die Tochter des Mondes. Cuillin, Kirchehrenbach, ISBN 978-3-9810966-2-0.

- 2007: Dìonàrah – Das Geheimnis der Kelten. Band 1, Cuillin, Kirchehrenbach, ISBN 978-3-9810966-3-7.
- 2008: Dìonàrah – Das Geheimnis der Kelten. Band 2, Cuillin, Kirchehrenbach, ISBN 978-3-9810966-5-1.

- 2008: Jenseits des Nebelmeers. Cuillin, Kirchehrenbach, ISBN 978-3-9810966-6-8.

- 2008: Deana und der Feenprinz. Highlandsommer. Cuillin, Kirchehrenbach, ISBN 978-3-9810966-7-5.
- 2009: Deana und der Feenprinz. Ciarans Geheimnis. Cuillin, Kirchehrenbach, ISBN 978-3-9810966-8-2.
- 2009: Deana und der Feenprinz. Abenteuer in Irland. Cuillin, Kirchehrenbach, ISBN 978-3-941963-03-0.

- 2009: Thondras Kinder – Die Zeit der Sieben. Goldmann, München, ISBN 978-3-442-47681-7.
- 2009: Thondras Kinder – Am Ende der Zeit. Goldmann, München, ISBN 978-3-442-47680-0.

- 2010: Im Schatten der Xashatâr. Cuillin, Kirchehrenbach, ISBN 978-3-941963-02-3.
- 2010: Das Herz eines Kriegers. Kurzgeschichte, in: Weltentor. Noel Verlag, ISBN 978-3-940209-84-9.
- 2010: Kapitän Norwinns Rumkuchen. Kurzgeschichte, in: Die Köche – Bis(s) zum Mittagessen. Burger, Homburg, ISBN 978-3-9812846-4-5.

- 2011: Weltennebel – Das magische Portal. Goldmann, München, ISBN 978-3-442-47518-6.
- 2011: Weltennebel – Das Reich der Dunkelelfen. Goldmann, München, ISBN 978-3-442-47519-3.
- 2011: Weltennebel – Im Schatten der Dämonen. Goldmann, München, ISBN 978-3-442-47590-2.

- 2012: Der Feenturm. Goldmann, München, ISBN 978-3-442-47711-1.
- 2012: Beim Barte der Ahnen , Kurzgeschichte, in: Grosse Geschichten vom Kleinen Volk, Bastei Lübbe Verlag, ISBN 978-3-404-20705-3.

- 2013: Elvancor – Das Land jenseits der Zeit Goldmann, München, ISBN 978-3-442-47876-7.
- 2013: Elvancor – Das Reich der Schatten Goldmann, München, ISBN 978-3-442-47930-6.

- 2013: Kampf der Halblinge. (unter Pseudonym C.S. West, gemeinsam mit ihrem Mann Stephan), Bastei Lübbe Verlag, ISBN 978-3-404-20735-0.
- 2014: Schatten über Duntulm Castle. (historischer Roman), Weltbild, Augsburg
- 2014: Feenfeuer Novelle, Burger, Homburg, ISBN 978-3-943378-15-3.
- 2014: Der Zauber Kaledoniens, Kurzgeschichte, in: Die Götter Des Imperiums, Verlag Torsten Low, ISBN 978-3-940036-25-4.

- 2014: Weltenmagie 1 – Der letzte Drache. Goldmann, München, ISBN 978-3-442-48044-9.
- 2015: Weltenmagie 2 – Das vergessene Reich. Goldmann, München, ISBN 978-3-442-48045-6.
- 2015: Weltenmagie 3 – Das Lied der Elfen. Goldmann, München, ISBN 978-3-442-48107-1.

- 2015: Kobold-Shortbread Kurzgeschichte, in: Die Kleinen Köche Ulrich Burger, Homburg, ISBN 978-3-943378-77-1.